# Спасибо жителям Донбасса

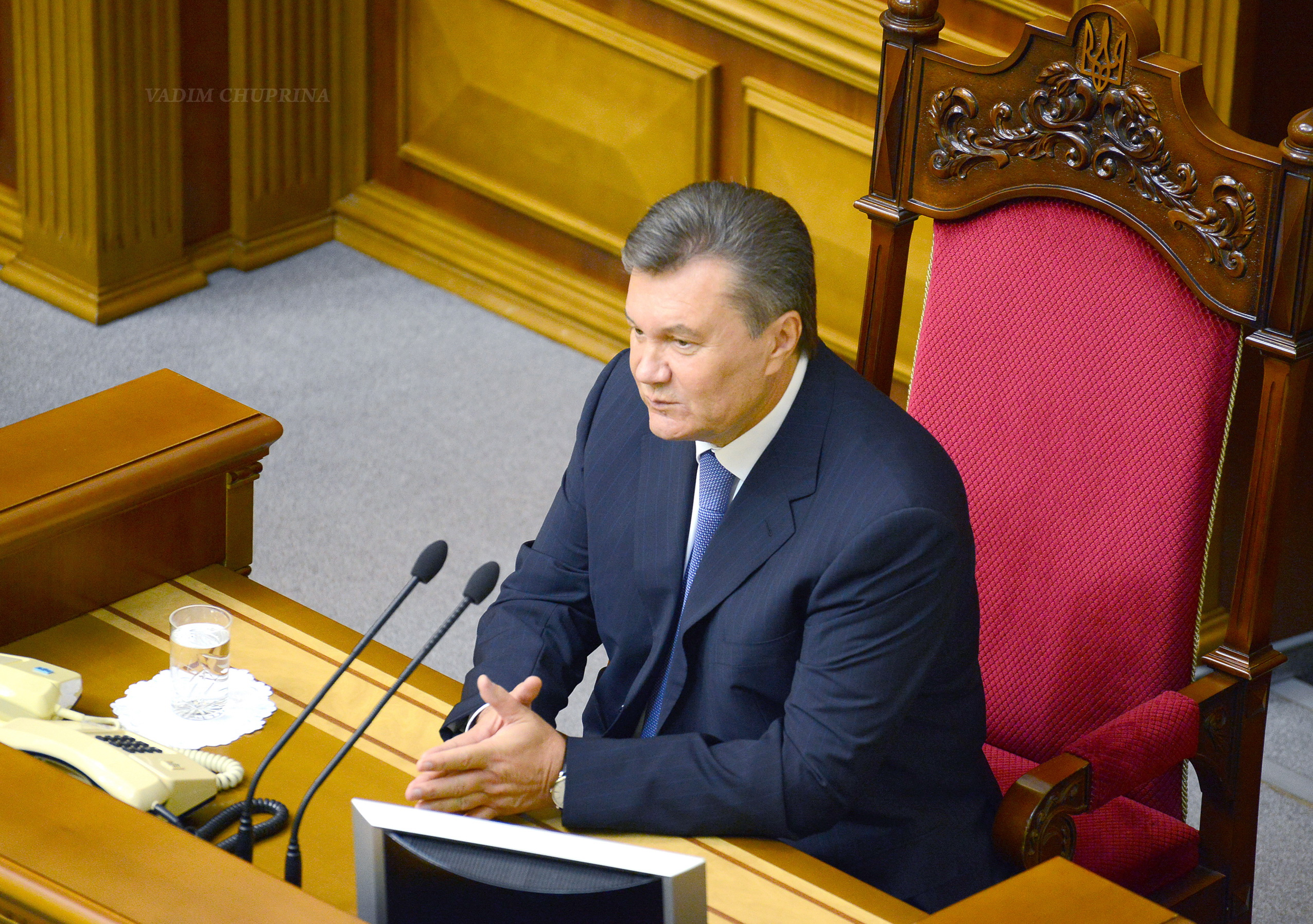
Віктор Янукович

Спасибо жителям Донбасса за президента-пидораса (укр. Спасибі мешканцям Донбасу за президента-підараса) — російськомовна фраза, яка набула популярності після її скандування на матчі чемпіонату України з футболу між командами «Динамо» (Київ) і «Карпати» (Львів) у Києві 7 серпня 2011 року. Фразу вважають образливою для колишнього президента України Віктора Януковича — єдиного, що народився на Донбасі.

## Виникнення
Вислів вигадали, ймовірно, як відповідь на пісню «Простите парни из Донбасса» (2009) гурту «Разные люди», де є слова «Пробачте, хлопці із Донбасу, за президента-підараса» (рос. Простите, парни из Донбасса, за президента-пидораса) з критикою президента Ющенка.

## Поширення

Денис Олійников з футболкою.

Українська фірма «ProstoPrint» розпочала продаж футболок із написом Спасибо жителям Донбасса, але 6 вересня 2011 офіс компанії захопив УБОЗ. Потім прес-служба МВС у Києві заявила, що обшук у ProstoPrint пов'язаний із підробкою сувенірної продукції до Євро-2012. Денис Олійников анонсував другий розпродаж футболок, але невдовзі повідомив, що через погрози він і його сім'я змушені були виїхати з України. 2012 року разом із родиною отримав політичний притулок у Хорватії
15 вересня 2011 бійці спецпідрозділу міліції «Беркут» відбирали у торговців футболки та чашки з написами «Спасибо жителям Донбасса», які торговці реалізували на Майдані Незалежності.
Кричалка «С. Ж. Д.» набула великої популярності і значного поширення на футбольній першості України 2012 та 2013 років. Окремі ультрас змушені були використовувати кричалку дозовано, з огляду на фінансові можливості, оскільки кожна «крамольна» кричалка обходиться щоразу штрафом у суму близько 10 тис. грн. Наступного 2014 року, з утечею президента Януковича з України, ця кричалка втратила свою популярність, і на перше місце вийшла кричалка про іншого президента іншої країни, яка розпочала неоголошену війну з Україною: «Путін — хуйло».